# Tipnus
Genre
Tipnus est un genre d'insectes coléoptères de la famille des Anobiidae (ou Ptinidae), sous-famille des Ptininae.

## Espèces
Selon ITIS (24 octobre 2018) :
- Tipnus unicolor (Piller & Mitterpacher, 1783)

## Habitat
Aire de répartition : Europe à l'exception des Balkans.